# Местеакан (Ракитова)
Местеакан (рум. Mesteacăn) насеље је у Румунији у округу Хунедоара у општини Ракитова. Oпштина се налази на надморској висини од 884 m.

## Становништво
Према подацима из 2002. године у насељу је живело 11 становника, од којих су сви румунске националности.